# Villanova sull'Arda
Villanova sull'Arda (Vilanöva [vilɐˈnøːvɐ] o [vilɐˈnoːvɐ] in dialetto piacentino) è un comune italiano di 1 675 abitanti della provincia di Piacenza in Emilia-Romagna. Il comune fa parte della bassa piacentina.
Il paese è conosciuto per la produzione di ciliegie.
Nella frazione di Sant'Agata è presente la tenuta dove il compositore Giuseppe Verdi si stabilì a partire dalla primavera del 1851 insieme a Giuseppina Strepponi, sua compagna e seconda moglie.

## Storia

### Simboli
Lo stemma e il gonfalone sono stati concessi con DPR del 20 novembre 1958.
Il disegno dello stemma allude al paesaggio in cui sorge il comune, tra i boschi che costeggiano l'Arda, simboleggiato dalla fascia ondata azzurra. 
Il gonfalone è un drappo partito di verde e di bianco.

## Monumenti e luoghi d'interesse

### Parco Fluviale di Isola Giarola
Il parco fluviale di Isola Giarola è ubicato nel tratto golenale del fiume Po, è un esempio di riqualificazione ambientale dopo una intensa attività estrattiva di sabbia.

## Società

### Evoluzione demografica
Abitanti censiti

## Cultura

### Eventi
- "Festa delle Ciliegie", nella seconda settimana di giugno
- "Sagra della rana e del pesce gatto", l'ultima domenica di maggio nella frazione di Soarza.

## Infrastrutture e trasporti
La stazione di Villanova d'Arda fu inaugurata nel 1906, contestualmente all'attivazione della ferrovia Cremona-Fidenza, sotto la gestione della Società Italiana Ferrovie e Tramvie (SIFT). Nel 1912 la linea venne incorporata nella rete FS e nel 2000 tutti gli impianti lungo la linea passarono al neocostituito gestore dell'infrastruttura Rete Ferroviaria Italiana.
L'impianto è servito da corse regionali svolte da Trenitalia nell'ambito del contratto di servizio con la Regione Emilia-Romagna.

## Amministrazione
Di seguito è presentata una tabella relativa alle amministrazioni che si sono succedute in questo comune.
| Periodo           | Periodo           | Primo cittadino     | Partito                       | Carica              | Note  |
| ----------------- | ----------------- | ------------------- | ----------------------------- | ------------------- | ----- |
| 11 giugno 1985    | 12 settembre 1989 | Giovanni Marocchi   | Democrazia Cristiana          | Sindaco             | [ 8 ] |
| 12 settembre 1989 | 7 giugno 1990     | Rino Pedretti       | Democrazia Cristiana          | Sindaco             | [ 8 ] |
| 7 giugno 1990     | 24 aprile 1995    | Giuseppe Serena     | Democrazia Cristiana          | Sindaco             | [ 8 ] |
| 24 aprile 1995    | 14 giugno 1999    | Gian Carlo Zappieri | lista civica                  | Sindaco             | [ 8 ] |
| 14 giugno 1999    | 13 aprile 2001    | Gian Carlo Zappieri | lista civica                  | Sindaco             | [ 8 ] |
| 13 aprile 2001    | 18 luglio 2001    | Valerio Valenti     |                               | Comm. pref.         | [ 8 ] |
| 18 luglio 2001    | 28 maggio 2002    | Marilena Razza      |                               | Comm. straordinario | [ 8 ] |
| 28 maggio 2002    | 29 maggio 2007    | Fausto Maffini      | lista civica Vivere Villanova | Sindaco             | [ 8 ] |
| 29 maggio 2007    | 7 maggio 2012     | Fausto Maffini      | lista civica Vivere Villanova | Sindaco             | [ 8 ] |
| 7 maggio 2012     | 11 giugno 2017    | Romano Freddi       | lista civica Vivere Villanova | Sindaco             | [ 8 ] |
| 11 giugno 2017    | 12 giugno 2022    | Romano Freddi       | lista civica Vivere Villanova | Sindaco             | [ 8 ] |
| 12 giugno 2022    | in carica         | Romano Freddi       | lista civica Vivere Villanova | Sindaco             | [ 8 ] |

## Sport
A Villanova sull'Arda vi è una squadra di basket (Pro Villanova Basketball) che milita nel campionato di Prima Divisione FIP. Dal 2014 è presente una squadra di calcio che milita nel campionato dilettantistico piacentino e fa capo all'associazione sportiva Pro Villanova.